# Elaphria convexa
Elaphria convexa är en fjärilsart som beskrevs av Forbes 1944. Elaphria convexa ingår i släktet Elaphria och familjen nattflyn. Inga underarter finns listade i Catalogue of Life.